# Orthosia incognita
Orthosia incognita là một loài bướm đêm trong họ Noctuidae.